# Hana Kvapilová
Hana Kvapilová, rozená Kubesch (29. listopadu 1860 Praha – 8. dubna 1907 Praha) byla česká divadelní herečka a spisovatelka.

## Život
Narodila se v Praze na Novém Městě, kde její otec Gustav Kubeš (8. 4. 1837 – 16. 12. 1889) provozoval pozlacovačskou a restaurátorskou dílnu ve Spálené ulici, nejprve v domě čp. 92/II a později v čp.75/II. Matka Marie, rozená Urbanová, byla schovankou z čelakovické fary. Hanin jediný bratr Gustav (1869–1888), se stal magistrátním úředníkem, krátce po svatbě však zemřel na dědičnou cukrovku.
Navštěvovala nejdříve soukromou školu Svatavy Amerlingové na Koňském trhu, v letech 1871–1875 Vyšší dívčí školu ve Vodičkově ulici. Jejím učitelem hry na klavír byl Antonín Dvořák, tehdy člen orchestru Prozatímního divadla. Když se po finančním úpadku otcovy firmy kolem roku 1873 rodina ocitla v bídě, pomáhala ji živit příležitostnými pracemi. Hrát divadlo začala ochotnicky v Malostranské besedě v roce 1884 (role komorné Katynky v Šamberkově hře Blázinec v prvním poschodí) a rychle na sebe upozornila svým výrazným hereckým talentem. Prošla ještě dalšími ochotnickými spolky, např. žižkovským Pokrokem a hrála též s ochotníky z Poděbrad. V roce 1886 dostala nabídku od společnosti Pavla Švandy ze Semčic (v létě společnost působila v Praze na Smíchově – Švandovo divadlo) a stala se profesionální herečkou.
Se souborem Pavla Švandy se účastnila pravidelně zájezdních vystoupení např. v Brně (zimní sezony 1886–1888), Mladé Boleslavi, Jičíně. Jejím partnerem na jevišti býval obyčejně Eduard Vojan, se kterým se 24. února 1887 tajně zasnoubila.

### Národní divadlo
V roce 1888 ji pozval F. A. Šubert na zkoušky do Národního divadla (20. 4. 1888 J. Vrchlický: Noc na Karlštejně, 22. 4. 1888 E. Bozděch: Z doby kotillonů) a 1. června 1888 byla spolu s Eduardem Vojanem přijata za členku činohry Národního divadla, kde působila až do své smrti.
Nastoupila jako herečka druhé garnitury. V předchozím angažmá hrála Noru, Ofélii a Markétku. Na její dosavadní divadelní zkušenosti nebyl brán ohled. Vedení divadla sázelo na její mladší konkurentky salónního typu Hanu Benoniovou a Marii Laudovou, obě milenky ředitele Šuberta. Později se dostala do oboru naivek a sentimentálek.
Koncem ledna 1890 se seznámila při repríze hry Sedm havranů, kde vystupovala v roli Světlany, s o osm let mladším novinářem, spisovatelem a pozdějším režisérem Národního divadla Jaroslavem Kvapilem. O čtyři roky později (24. května 1894) se za něj provdala. Dlouholeté přátelství ji pojilo se spisovatelkou Růženou Svobodovou.
| „                 | „Byla velká svým citem. Tím, jak dovedla být prostá, jak se dovedla roli nebo i básni poddat, přímo odevzdat, aby s nimi splynula. Ona texty nestudovala, ona do nich vplývala, vklouzávala. Role se zmocňovaly jí, zatímco její předchůdci se zmocňovali rolí. Pomaličku brala verše za své, zabydlovala se v nich, až se v nich cítila jako doma.“ | “ |
| — Jaroslav Kvapil | |   |

Na jevišti Národního divadla byl jejím důležitým partnerem velký český herec Eduard Vojan. Spolu s ním se stala vůdčí osobností činohry Národního divadla. Žila plně atmosférou doby, v níž žila, a otázkami, které si kladla. Jednou z nich bylo hledání nového smyslu života ženy i mýtus ženy jako nositelky sil, které mohou očistit a obroditspolečnost.
Kvapilová na ně odpovídala a odpovědi hledala ve svých rolích, které proto nabývaly neobyčejné přesvědčivosti. Hledajících, po kráse a dokonalosti toužících, citlivých žen, často zklamaných během života i muži, ztělesnila celou řadu, od Ibsenovy Nory a Rebekky Westové (Bílí koně), Čechovovy Máši, Kvapilovy Princezny pampelišky až po Mínu z Hilbertovy Viny a Zeyerovy hrdinky Mahulenu či Sulamit. „Mluvila, a vy jste viděli louky kvést, slyšeli ptáky zpívat, lípy voněly a jaro válo ve vzduchu,“ charakterizoval jeden z divadelní kritiků její umění. Kvapilová a její muž byli také mezi prvními, kdo začali pracovat s dekorací jako součástí nálady inscenace.
Jejím prvním výrazným úspěchem byly role Míny Mařákové v dramatu Jaroslava Hilberta Vina v roce 1896. Hilbert roli napsal přímo pro Kvapilovou a tato postava dojemné, opuštěné a matkou přezírané svedené dívky jí získala sympatie publika. Kvapilová zde mohla poprvé ukázat své pojetí herectví soustředěné na detail banální akce. Mínou skrývaná vina, utajované svedení, umožňovaly Kvapilové soustředit se na podtext spíš než na efektní předvedení emocí.
V roce 1897 sehrála svou nejslavnější roli, titulní Princeznu Pampelišku v pohádce jejího muže Jaroslava Kvapila. Opět představovala křehkou dívku, která s obtížemi přežívá v drsném světě.
Kvapilová vytvořila silný, pro českou společnost vzrušující a přitažlivý archetyp prosté ženy, introvertní a submisivní, ale vzdorné a vnitřně nezlomené, která rezignovala s populárním pojetí ženy na konci 19. století. Další herečky souboru, které rovněž ztvárnily postavy tohoto typu (Marie Bittnerová Jenůfu a Hana Benoniová Maryšu) však v tomto repertoáru nenašly pilíř svého umění (Bittnerová preferovala klasický shakespearovský repertoár a Benoniová současné francouzské salonní role – obojí se míjelo se zájmem širšího publika). 
Jinak se Kvapilové za Šubertova ředitelství nedostalo příležitosti, které očekávala a kterých se domáhala. Marně prosila vedení o Ibsenavskou roli. Ředitel Šubert se po předchozích nepříznivých zkušenostech obával, že by Ibsenavská inscenace nebyla komerčně neúspěšná.
Ve svých publikacích Kvapilovou velmi oceňoval (zejména proto, aby zdůraznil, že divadlo nepotřebovalo Pospíšilovou, kterou si v souboru silně nepřál), ale prakticky Kvapilové žádnou výraznou hereckou příležitost nedal.
Když v roce 1897 Národní divadlo nasadilo Ibsenova Johna Gabriela Borkmana, do role Fanny Wiltonové byla obsazena Laudová, a až když se role vzdala, dostala ji Kvapilová. (Hra byla uvedena jen dvakrát, Kvapilová ji tedy hrála jen jednou a byla to její první ze dvou Ibsenovských rolí před nástupem jejího muže do pozice dramaturga). Druhá byla Rebecca Westová v Rosmersholmu (uvedena čtyřikrát).
Po roce 1900, kdy byl dramaturgem činohry jmenován její muž, stala se Kvapilová terč nenávistných štvavých kampaní v tisku, jehož dřív byla oblíbenkyní. Obviňovali ji z využívání manželova vlivu na volbu rolí a repertoáru (byla označována za “ředitelku Národního divadla”). Kvapilová hrála méně rolí, ale v uvážlivějším výběru. Její herecký potenciál tak mohl nalézt lepší úplatně ní než v předchozím období, kdy dostávala výraznější příležitosti jen díky přímluvě českých dramatiků.
Na podzim 1901 byla odsouzena, že se vlivem nové správě divadla rozvíjí na úkor Hany Benoniové a Marie Loudové. Za tímto prohlášením stál silný kritik Národního divadla (i kritik Šubertova vedení) Václav Štech.
V roce 1903 zaútočil na Kvapilovou dramatik Jaroslav Hilbert v časopise Moderní Revue. Jeho prvním velkým úspěchem byla hra Vina, uvedená v Národním divadle v roce 1896 s Hanou Kvapilovou v hlavní roli. 
Kvapilová ze zdravotních důvodů odmítla roli královny Kunhuty v jeho připravované hře Falkenštejn, ačkoli současně vystupovala na pohostinských představeních, a Hilbert se tím cítil dotčen. Hilbert kritizoval vedení divadla, které podle něj hru odsoudilo k neúspěchu u diváků už tím, že ji nasadilo v letní sezoně a před premiérou se konaly pouze čtyři zkoušky.
Hilbert v Moderní revui razil kontroverzní tezi, že měšťanská herečka “spolupracovnice” vyznávající moderní herecký směr nedokáže zaujmout na jevišti tak, jako velké herečky předchozí generace, které zároveň vedly životní styl kurtizán. Že nejde o realistické vyjádření života, ale další uměleckou stylizaci, která je nudnější než ta předchozí, a lživější, neboť se prohlašuje za pravdu. “Zesympatizovala nám každou postavu, kterou představovala. Nemohlo se státi, že bychom nebyli shledali hrozně dobrou ženu, již na jevišti představovala… Zpoetizovala takové množství bytostí – bezpohlavně – do dálky roztoužených, že by jí p. Mucha mohl ten sladký artikl závidět.”
Kvapilová nebyla schopna těmto útokům čelit a uzavírala se stále více do sebe. 
V roce 1902 a 1906 uskutečnila pohostinská vystoupení v Záhřebu a v Bělehradě, kde byla vřele přijata a v roce 1902 zde po představení Hamleta obdržela Řád sv. Sávy.
V závěru života byla často kritizována v tisku pro své pokrokové názory a moderní ženskost (zejména Jaroslavem Hilbertem a redaktorem Josefem Krapkou).
Zemřela na dědičnou cukrovku nečekaně brzy ve věku čtyřiceti šesti let, na vrcholu své umělecké kariéry.

## České osobnosti o Haně Kvapilové

### Jan Bor
Hana Kvapilová byla největší česká herečka, poněvadž ona jediná vítězně pronikla kouzelným kruhem, jenž svírá ženu, kdykoliv umělecky vytváří. Ona první u nás úplně zvítězila nad zatěžujícími okovy svého pohlaví. Avšak pokořivši v sobě ženu umělkyni, neodložila půvab svého ženství, jež umělecky jsouc přitlumeno, zářivě prokvétalo všemi výkony.

### Leopolda Dostalová
Když Hanu Kubešovou v roce 1886 angažoval ředitel Švanda na Smíchově, kde se pak mladá herečka rychle vyvíjela za zkušeného vedení známé umělkyně Elišky Peškové-Švandové, netušil jistě tento ředitel, jak vzácně prozíravý byl jeho počin. Netušil, že z té milé, skromné začátečnice vyroste největší česká herečka své doby.

### F. X. Šalda
V Haně Kvapilové zemřelo nám víc než naše největší herečka☻☻ zemřel celý a dokonalý duch, kulturní síla, živá inspirace. Byla zasvěcenou dělnicí na nehmotném díle generace; byla z těch, kdož chrání její sny a nesou ve své hrudi kus jejího osudu. Její zrak byl z těch, které předjímají: předjala mnoho z toho, čeho dobýti jako pevného statku a bezesporné skutečnosti a jistoty bude přáno teprve pozdějším. Byla z lidí prozřetelnostních, z těch, jichž činy i opominutí jsou důsledkem hlubší nutnosti, než jsou síla a meze rozumu nebo talentu. Po smrti Hany Kvapilové není herecké básnířky na naší scéně.

### Václav Tille
Její dramatické umění znamená převrat na naší první scéně. Čekala dlouho a bojovala vytrvale, nevzdávajíc se svého přesvědčení a svých cílů... Uvedla na scénu hluboké studium vnitřního života. Nahradila starší, zevní, romantické účinky intimnější, vroucnější a stylizovanější hrou.

### Jindřich Vodák
- Byla to pí Kvapilová skoro první, jež přivedla k nám na jeviště zvýšený smysl pro těsnější spojitost mezi dekorací a hereckým výtvorem.
- Kdo ji nikdy neviděl hrát, má čeho litovat – z jejích výkonů odnášel si člověk vždy kus krásy, která ho polepšovala a očišťovala. Byla to bytost nevýslovně líbezná a vroucí, která z každé postavy toužila vybrat nejlepší díl a podat jej diváku jako dar... Každý její výtvor byl takovou kytičkou fialek, kterou nabízela oběma rukama a s níž nabízela nejčistší, nejluznější květ sebe samy.
- Kvapilová zastavila nám představu krásy a harmonie vzatou ze samé podstaty naší české ženy – představu povznesenou na výši všech dnešních obrodných snah a prozářenou její ušlechtilou dychtivostí. Její jméno je posvěcené a nikdy nebude vyslovováno bez hluboké úcty a vděčnosti.[19]

## Ocenění
- Řád svatého Sávy

## Galerie

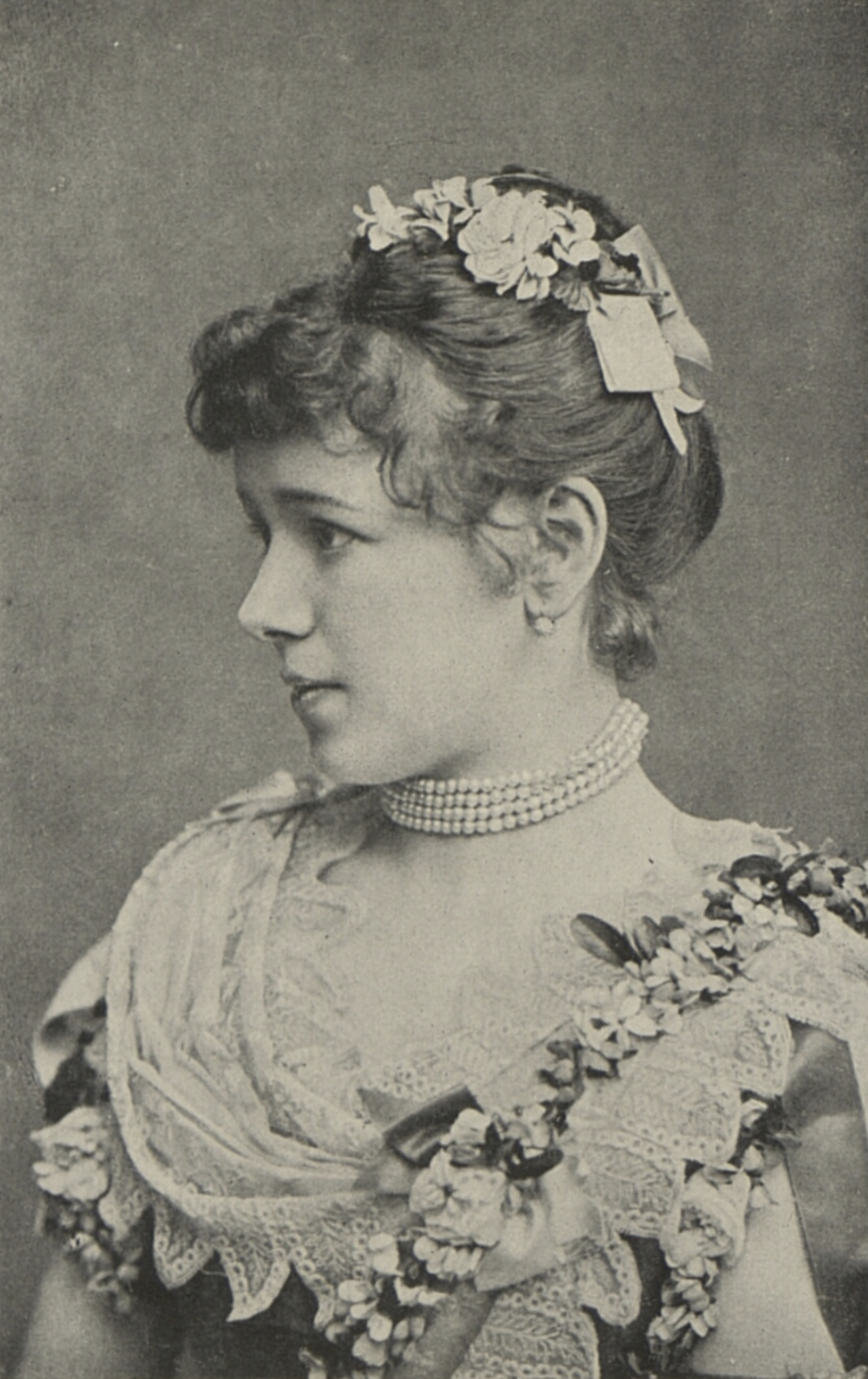
Hana Kvapilová r. 1880
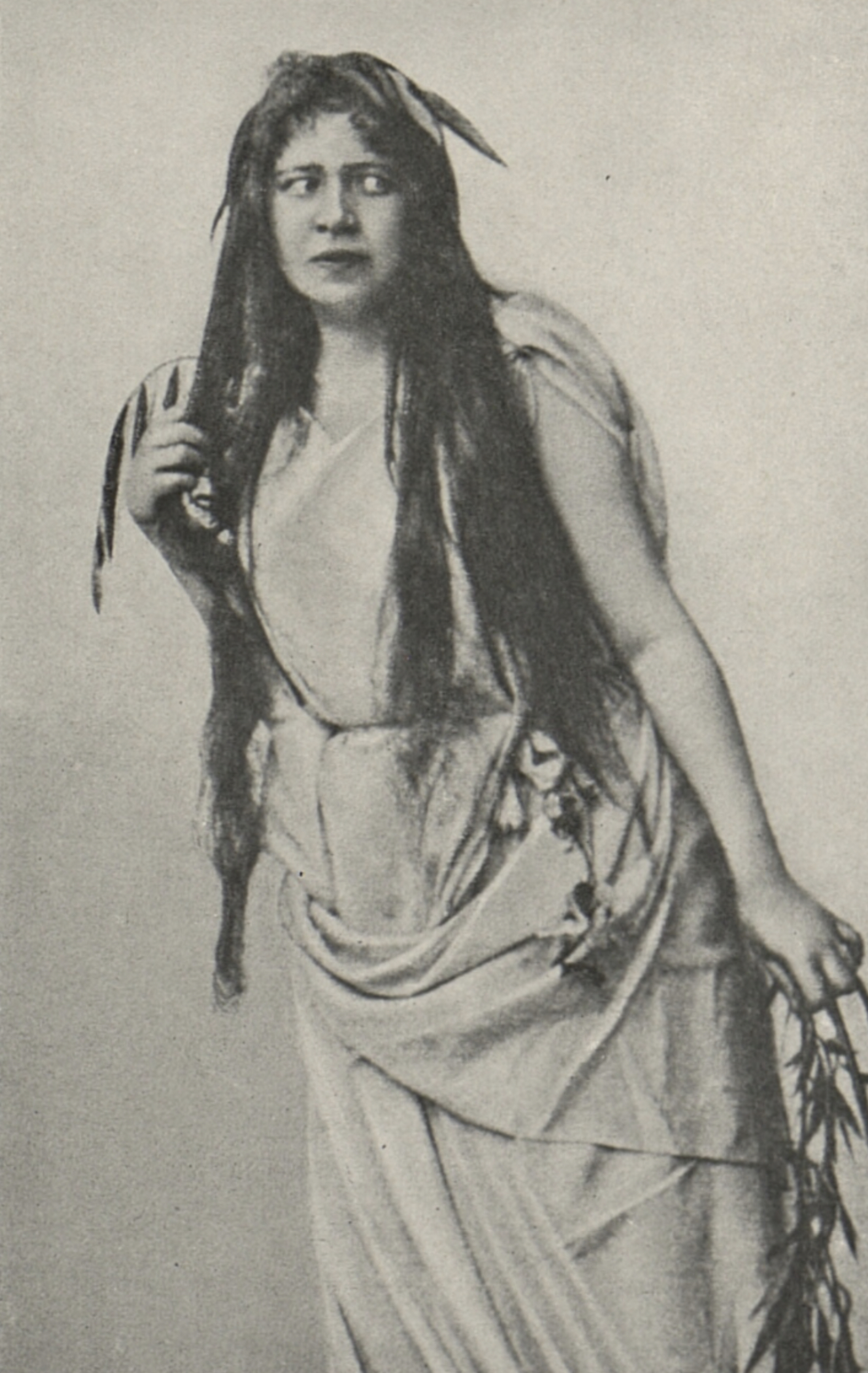
Hana Kvapilová jako Ofelie r. 1890
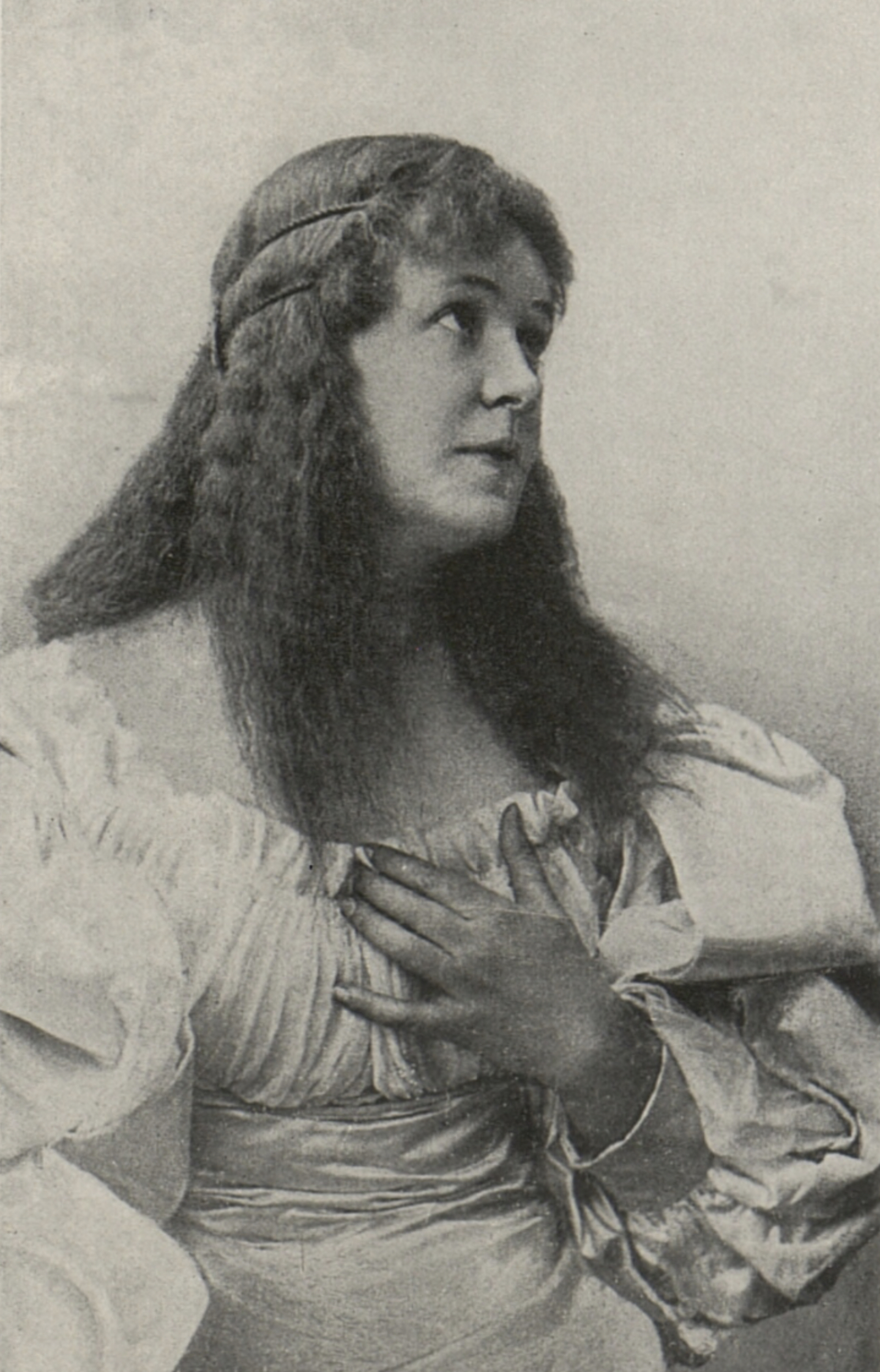
Hana Kvapilová v renesančním kostýmu r. 1890
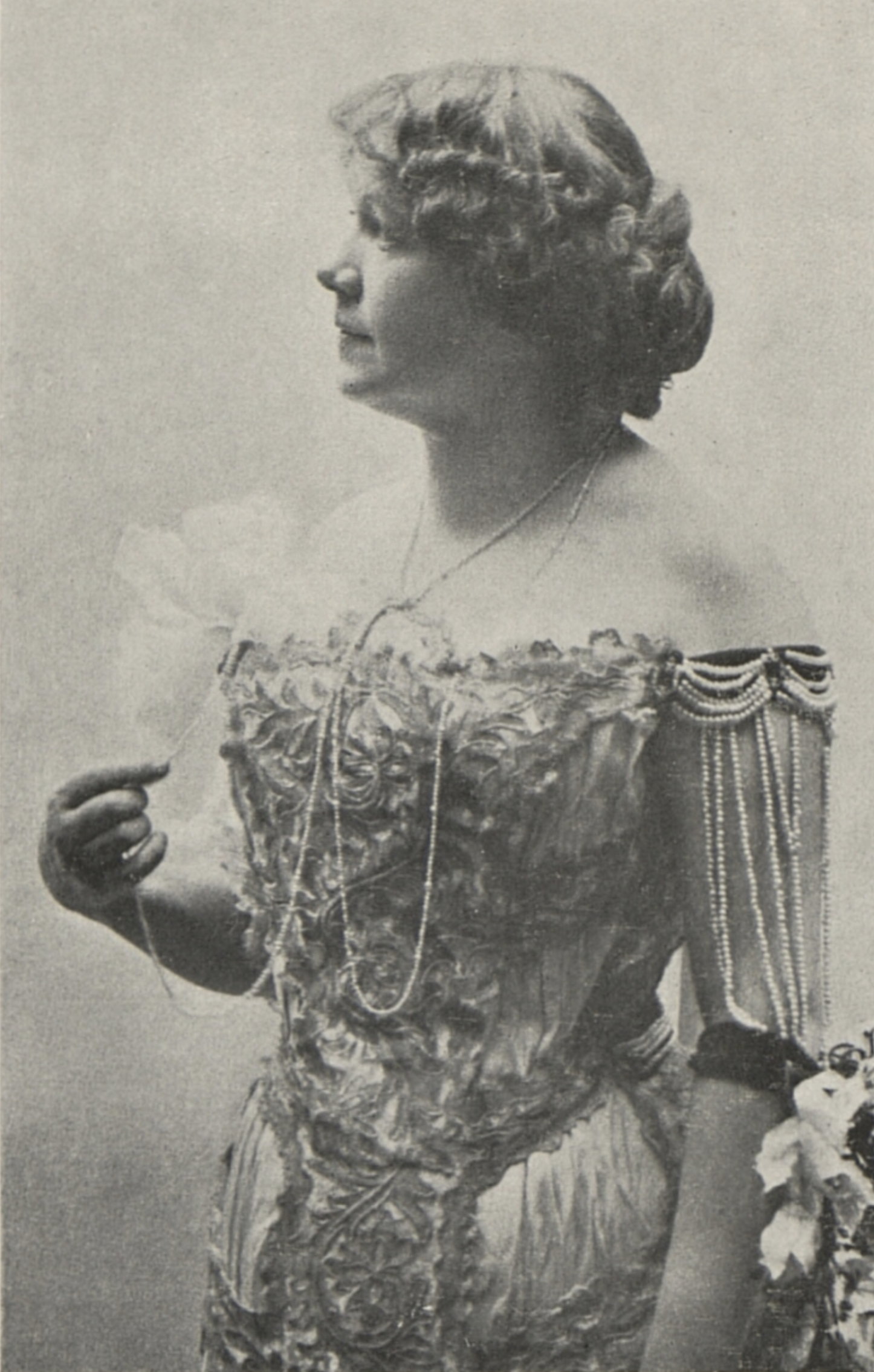
Hana Kvapilová r. 1899
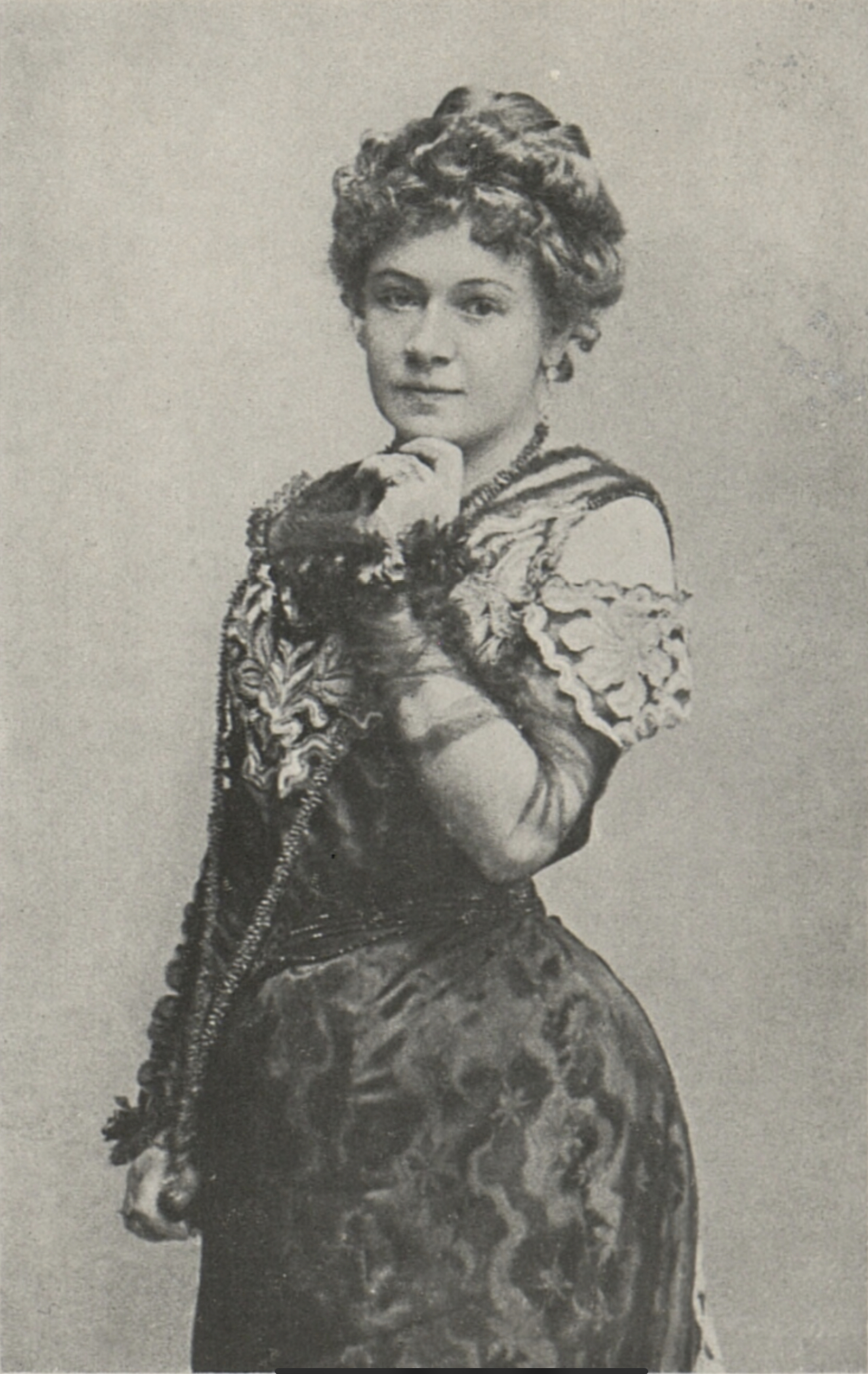
Hana Kvapilová v Ideální ženě od Marco Pragy r. 1899

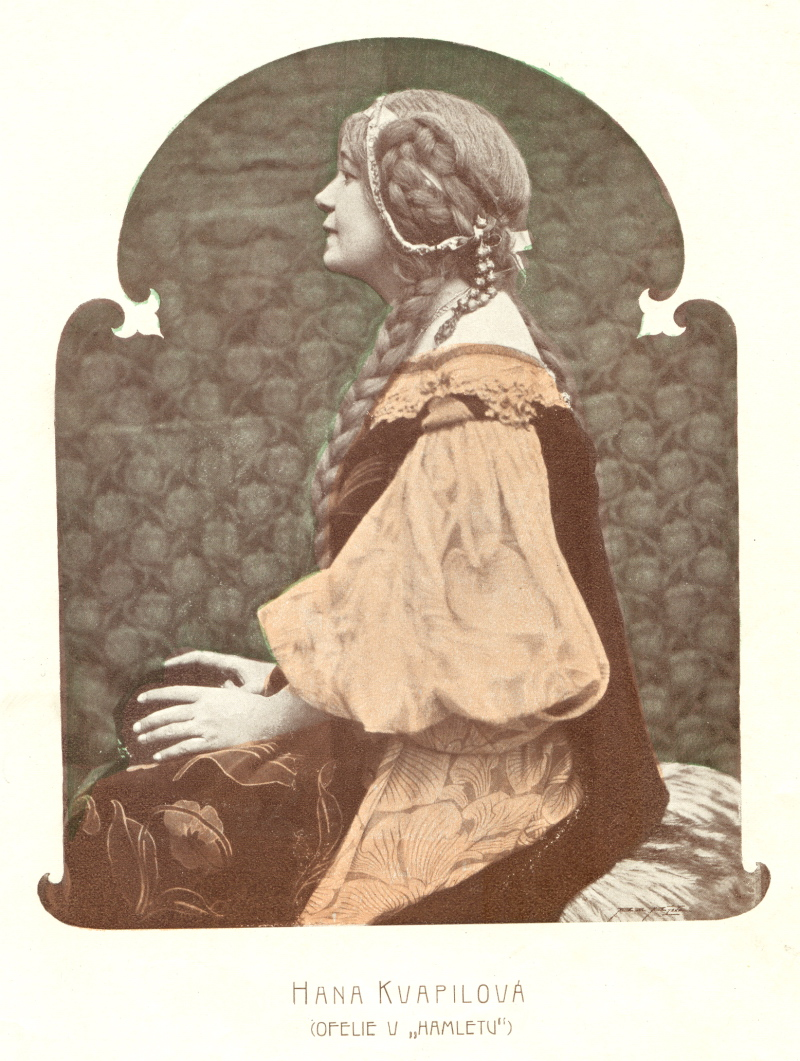
Jako Ofelie v Hamletu, asi 1898, fotografie: Karel Maloch
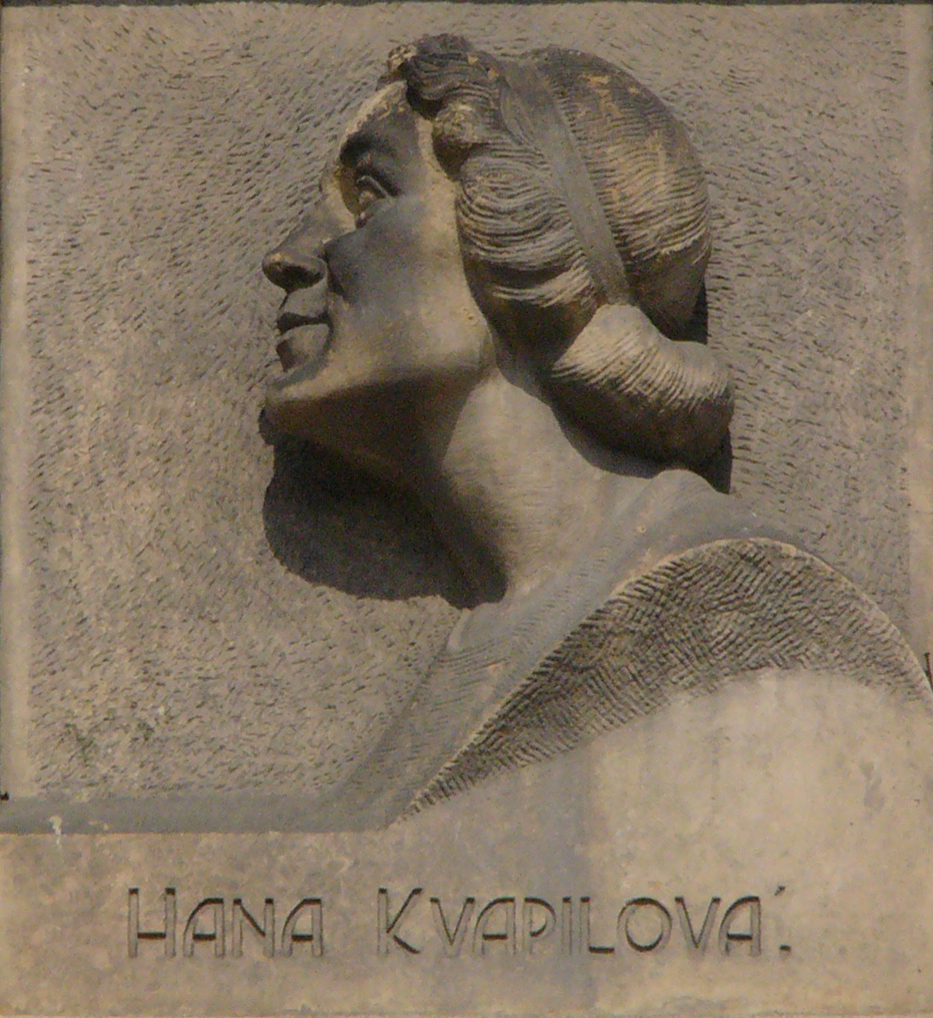
Reliéf od Julia Pelikána v Olomouci (foto Michal Maňas)
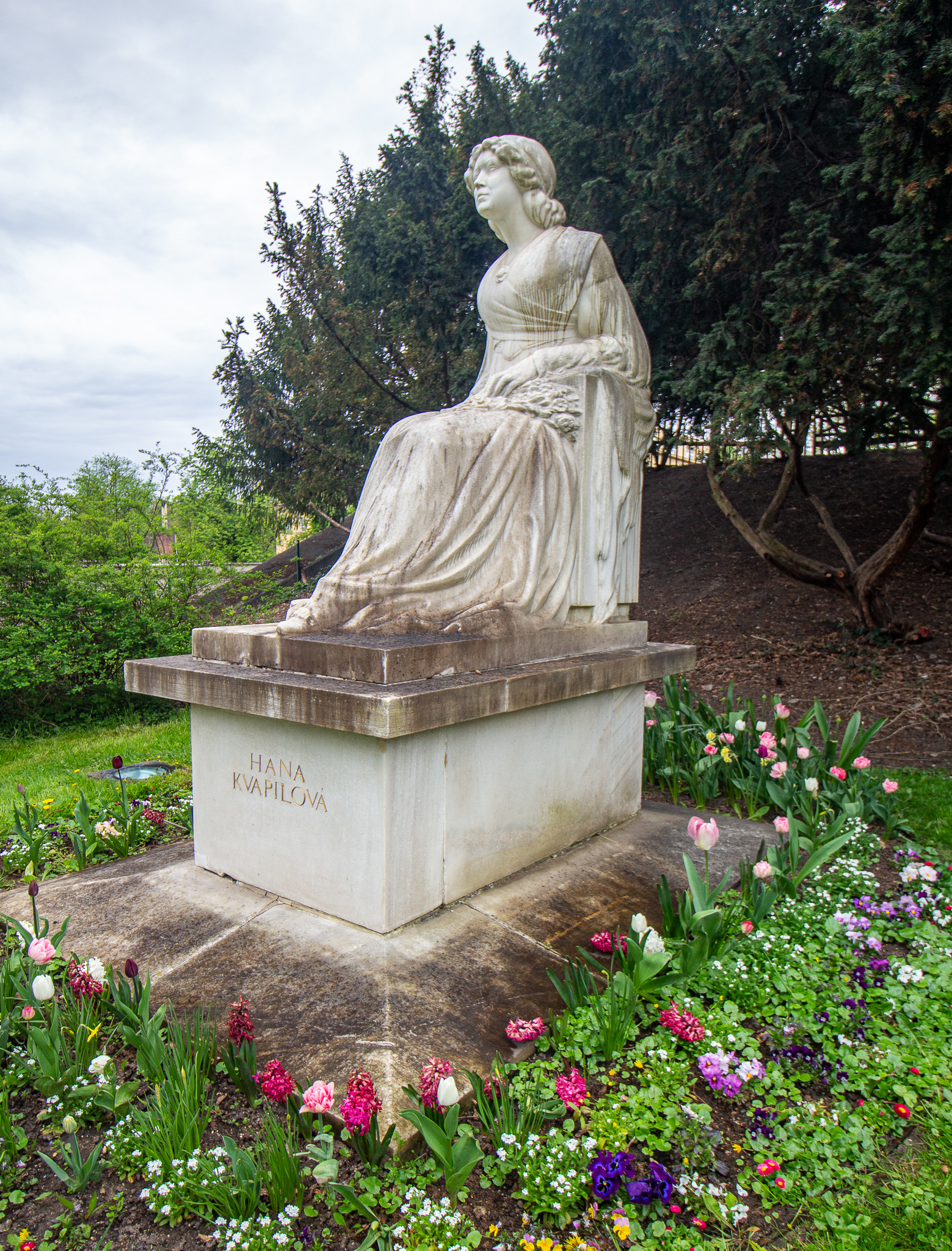
Pomník od Jana Štursy, v Kinského zahradě v Praze (1914) v němž je uložena urna.
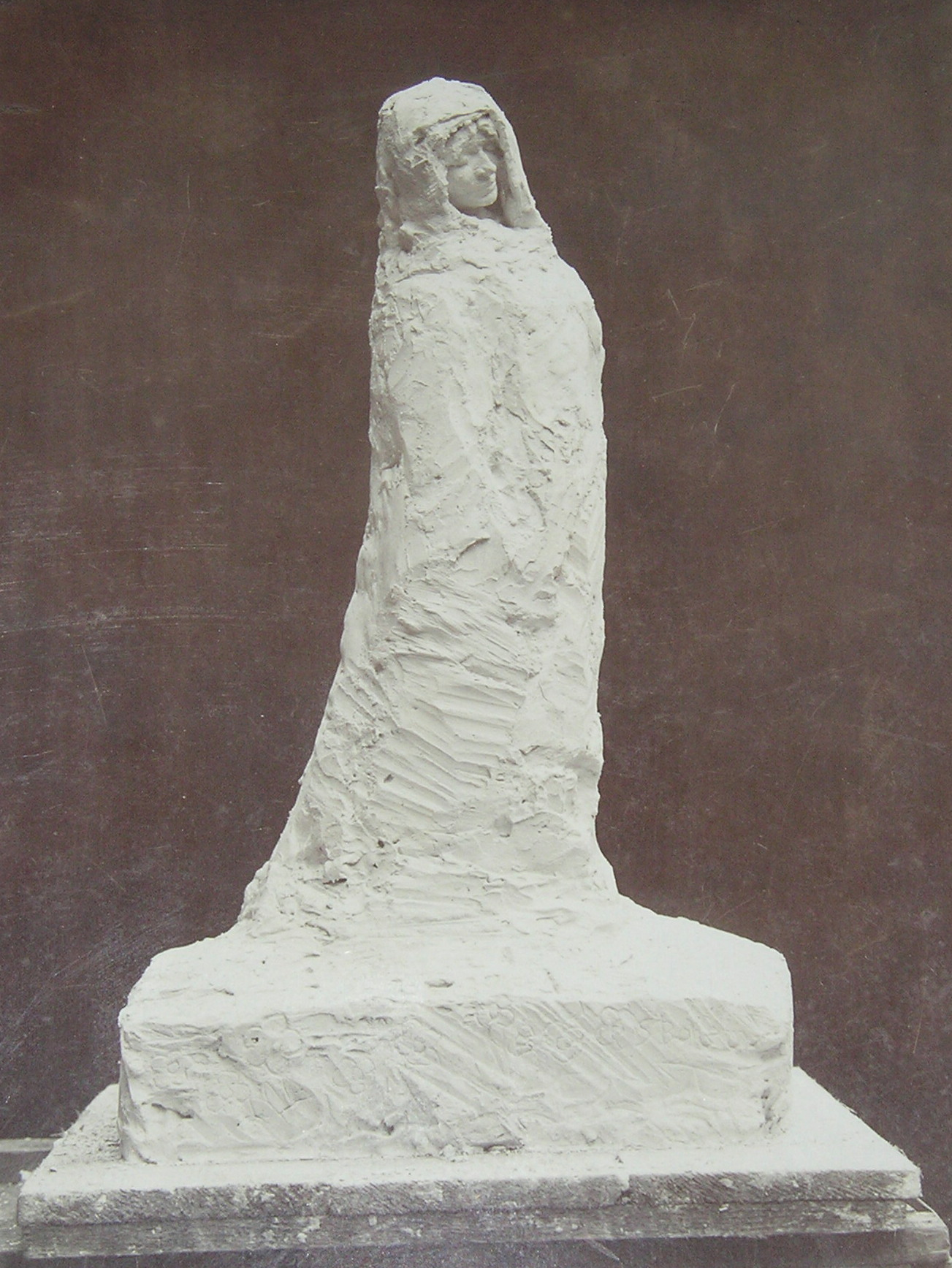
Návrh pomníku od Josefa Mařatky z let 1907/1908. Nebyl součástí soutěže na hereččin pomník.[20] Fotografie: Galerie Plastik Hořice

## Dílo

### Próza
- Na prahu – Niva, 1895 [*s. 33]
- Jakoby kámen do vody zahodil – Světozor, 1895 [*s. 75]
- Lichý život – Ženský obzor, 1896 [*s. 43]
- Stesk na jaře – Volné směry, 1896 [*s. 159]
- Ostrov v širém moři – Volné směry, 1897
- Mrtvým – [*s. 173] Belvedere, 1897 [*s. 165]
- Královna Draga – Národní politika, 1902 [*s. 219]
- Žena v umění dramatickém – Ženský svět, 1903 [*s. 227]
- Betty Henningsová – Ženský svět, 1904 [*s. 251]
- Moskevští herci – Zlatá Praha, 1906; Český svět, 1906 [*s. 265]
- Herecká bída: črta – in: Literární pozůstalost Hany Kvapilové; s. 23. Praha: F. Šimáček, 1907
- Teréza: nedokončený román – in: Literární pozůstalost Hany Kvapilové; s. 121. Praha: F. Šimáček, 1907
- Rebekka Westova – in: Literární pozůstalost Hany Kvapilové; s. 203. Praha: F. Šimáček, 1907
- Nálady a studie k povídkám – in: Literární pozůstalost Hany Kvapilové; s. 281. Praha: F. Šimáček, 1907
- Zápisky – in: Literární pozůstalost Hany Kvapilové; s. 317. Praha: F. Šimáček, 1907
- Z posledních listů Růženě Svobodové – in: Literární pozůstalost Hany Kvapilové; s. 359. Praha: F. Šimáček, 1907
- *Literární pozůstalost Hany Kvapilové – úvod Jaroslav Kvapil. Praha: F. Šimáček, 1907[21]
- Třináctiletá: novela – in: 1000 nejkrásnějších novel... č. 20. Praha: J. R. Vilímek, 1912 [*s. 177]

### Překlady
- Pustina: drama o 4 dějstvích – Branislav G. Nušič; ze srbštiny. Praha: s. n., 1897
- Pustina: drama o 4 jednáních – Bronislav G. Nušić. Praha: Máj, 1921[22]

### Jiné
- Belvedere: vydáno na paměť divadelních slavností v Letohrádku královny Anny na Hradčanech – uspořádala. Praha: Slavnostní komitét, 1897